# Juan José Godoy
Fray Juan José Godoy (*13 de julio de 1728, Mendoza, Capitanía General de Chile - † después de 1787, Cádiz, Sevilla), Religioso jesuita, precursor de la independencia hispanoamericana.
Descendiente de los primeros conquistadores de Cuyo, fue hijo de Clemente de Godoy Villegas y de María del Pozo Lemos de la Guardia (bisabuelos de Tomás Godoy Cruz). A los 15 años ingresó a la Compañía de Jesús en Santiago de Chile, desde 1755 sacerdote en la ciudad de Mendoza. Al dictarse la expulsión de los jesuitas en 1767, huye al Alto Perú. 
Al año siguiente en 1768, estando en Charcas y cumpliendo con la obediencia que había jurado al ordenarse, se presentó ante el arzobispo Pedro Miguel de Argandoña con el fin de solicitarle la correspondiente autorización para volver y cumplir con sus deberes de religioso. El prelado informa de esta situación al presidente de la Real Audiencia Juan Victorino Martínez de Tineo, quien dispuso de inmediato que Godoy fuera apresado y expulsado a Europa. Ante esto Godoy vuelve a huir, pero es capturado y embarcado en Arica, para ser deportado a Imola en Italia en 1769.
Estando exiliado en Italia, nuevamente vuelve a fugarse, pero ahora decidido a buscar la independencia de su tierra, razón por la cual entre mayo de 1781 y agosto de 1785 vivió en Londres, donde presentó a la Corte un proyecto de sublevar a Sudamérica con el fin de crear un estado independiente que abarcase las provincias de Chile, Perú, Tucumán y la Patagonia, para tal efecto tenía en su poder mapas de esas regiones y documentos que lo acreditaban como representante del reino de Chile y encargado de negociar el apoyo de Inglaterra, estos mapas sirvieron de base para crear el Plan Maitland, que luego implementaría José de San Martín, para llevar a cabo la independencia de Sudamérica. Durante este tiempo usó el falso nombre de Anger y mantuvo contacto con su hermano de congregación Juan Pablo Vizcardo y Guzmán.
Las gestiones de Godoy no tuvieron éxito y de allí se trasladó a los Estados Unidos, donde abogó por la independencia de las provincias que lo vieron nacer. La partida de Godoy a Estados Unidos fue interpretada por los agentes españoles como el inicio al apoyo de una sublevación de las provincias de Sudamérica, razón por la cual se inició rápidamente un plan de captura que puso precio a su cabeza.
El arzobispo Antonio Caballero y Góngora, entonces virrey de Nueva Granada, con la ayuda de provocadores logró que Godoy, creyendo que se preparaba una revuelta en Cartagena, regresara al territorio español, donde lo entregó al tribunal de la Inquisición de Cartagena para que lo reprimiera. Después de someterlo a interrogatorios y torturas durante más de un año fue deportado a Cádiz (en 1787) y recluido en la fortaleza de Santa Catalina, donde murió.